# Constantino I de Armenia
Constantino I, o Kostandino I, fue el segundo gobernante armenio de Cilicia o “señor de las montañas” (de 1095 hasta c. 1100, 1102 o 1103).
Nació en 1035 o 1040, otras fuentes afirman en 1050~1055.
Durante su reinado, controló la mayor parte de las regiones que rodean los montes Tauro, e invirtió muchos recursos en cultivar su territorio y reconstruir las ciudades bajo su mando. Asimismo, proveyó ampliamente de recursos a los cruzados, por ejemplo durante el duro periodo del sitio de Antioquía, en el invierno de 1097. Constantino era un ferviente seguidor de la Iglesia apostólica armenia.
Falleció el 24 de febrero de 1102 (23 de febrero de 1103), c. 1000.

## Primeros años
Constantino era el hijo de Rubén I, quien había declarado la independencia de Cilicia respecto del Imperio bizantino alrededor de 1080. De acuerdo con los cronistas Mateo de Edesa y Sempat Sparapet, Constantino también es identificado como príncipe del rey Gagik II, o algún tipo de jefe militar del clan del rey en el exilio.
Tras la muerte del rey Gagik II, el padre de Constantino, veló por la seguridad de su familia y viajó a los montes Tauro, donde tomó refugio en la fortaleza de Kopitar (Kosidar), situada al norte de Kozan, en la actual Turquía. Al envejecer Rubén hacia 1090, su mando parece haber pasado totalmente a Constantino y fue este quien ese mismo año conquistó el estratégico castillo de Vahka. Lo imponente del desfiladero por estas montañas hizo posible el establecimiento de impuestos sobre las mercancías transportadas desde el puerto de Ayas hacia el centro de  Asia Menor, una fuente de riqueza en la que los Rubénidas basaron su poder.

## Reinado
Después de la muerte de su padre, en 1095, Constantino extendió su poder hacia el este hacia las montañas Aladağlar. Como gobernante armenio y cristiano en el este, ayudó a las fuerzas de la Primera Cruzada a mantener el sitio de Antioquía hasta que los cruzados lograron tomar la ciudad. Los cruzados, por su parte, se mostraron agradecidos hacia sus aliados armenios y Constantino fue honrado con el título, entre otros, de Barón.
La Cronografía de Samuel de Ani recoge que Constantino murió poco después, cuando un rayo alcanzó su mesa en la fortaleza de Vahka. Fue enterrado en  Castalon.

## Matrimonio y descendencia
De acuerdo con la Crónica de Alepo, su mujer era descendiente de Bardas Phokas.
Hijos:
- Beatriz (? – antes de 1118), mujer del conde Joscelino I de Edesa.[3]
- Toros I (? – 17 de febrero de 1129 / 16 de febrero de 1130).[3]
- León I, señor de Armenia (? – Constantinopla, 14 de febrero de 1140).[3]
- Por otra parte, cabe señalar que no tuvo una hija con la que pudiera desposar con Gabriel de Melitene (como algunas fuentes aseveran).